# Bogdan Augustyniak
Bogdan Augustyniak (* 30. Januar 1940 in Wojkowice; † 18. September 2006 in Warschau) war ein polnischer Theaterregisseur.

## Leben
Augustyniak studierte Kunstgeschichte an der Universität Warschau und dann Regie an der Staatlichen Theaterhochschule in Warschau. Für das Warschauer Fernsehen arbeitete er von 1963 bis 1982. Anschließend übernahm er 1982 die Leitung des Stefan-Żeromski-Theaters in Kielce, das er bis 1990 leitete. Danach leitete er von 1990 bis 2006 das Teatr na Woli in Warschau.

## Regie (Auswahl)
- 1982: Pan Tadeusz nach Adam Mickiewicz
- 1985: Święto Winkelrida von Jerzy Andrzejewski und Jerzy Zagórski
- 1986: Rewizor (Der Revisor) von Nikolai Gogol
- 1986: Don Juan von Molière
- 1987: Ślub von Witold Gombrowicz
- 1991: Nosorożec (Die Nashörner) von Eugène Ionesco
- 1993: Fedra (Phèdre) von Jean Racine
- 1997: Pierwsza młodość (Erste Jugend) von Christian Giudicelli
- 2000: Panienka z Tacny von Mario Vargas Llosa
- 2004: Czuwanie von Morris Panych
- 2006: Grace i Gloria von Tom Ziegler